# واهیک باغومیان
واهیک باغومیان (ارمنی: Վահիկ Բաղոմյան ) بازیکن فوتبال بازنشسته در پست مدافع ارمنی‌تبار اهل ایران است.

## باشگاهی
از باشگاه هایی که در توپ زده‌است می‌توان آرارات تهران را اشاره کرد.